# Phylloteles degener
Phylloteles degener är en tvåvingeart som först beskrevs av Zumpt 1961.  Phylloteles degener ingår i släktet Phylloteles och familjen köttflugor.
Artens utbredningsområde är Zimbabwe. Inga underarter finns listade i Catalogue of Life.